# HMS Ven (M76)
HMS Ven (M76) är ett minröjningsfartyg i svenska flottan. HMS Ven var en del av Landsort-klassen där sju fartyg ingick. Fartyget har genomgått en halvtidsmodernisering av Kockums i Karlskrona och betecknas efter det som ett fartyg av Koster-klass istället.

## Bilder

HMS Vens vapen.
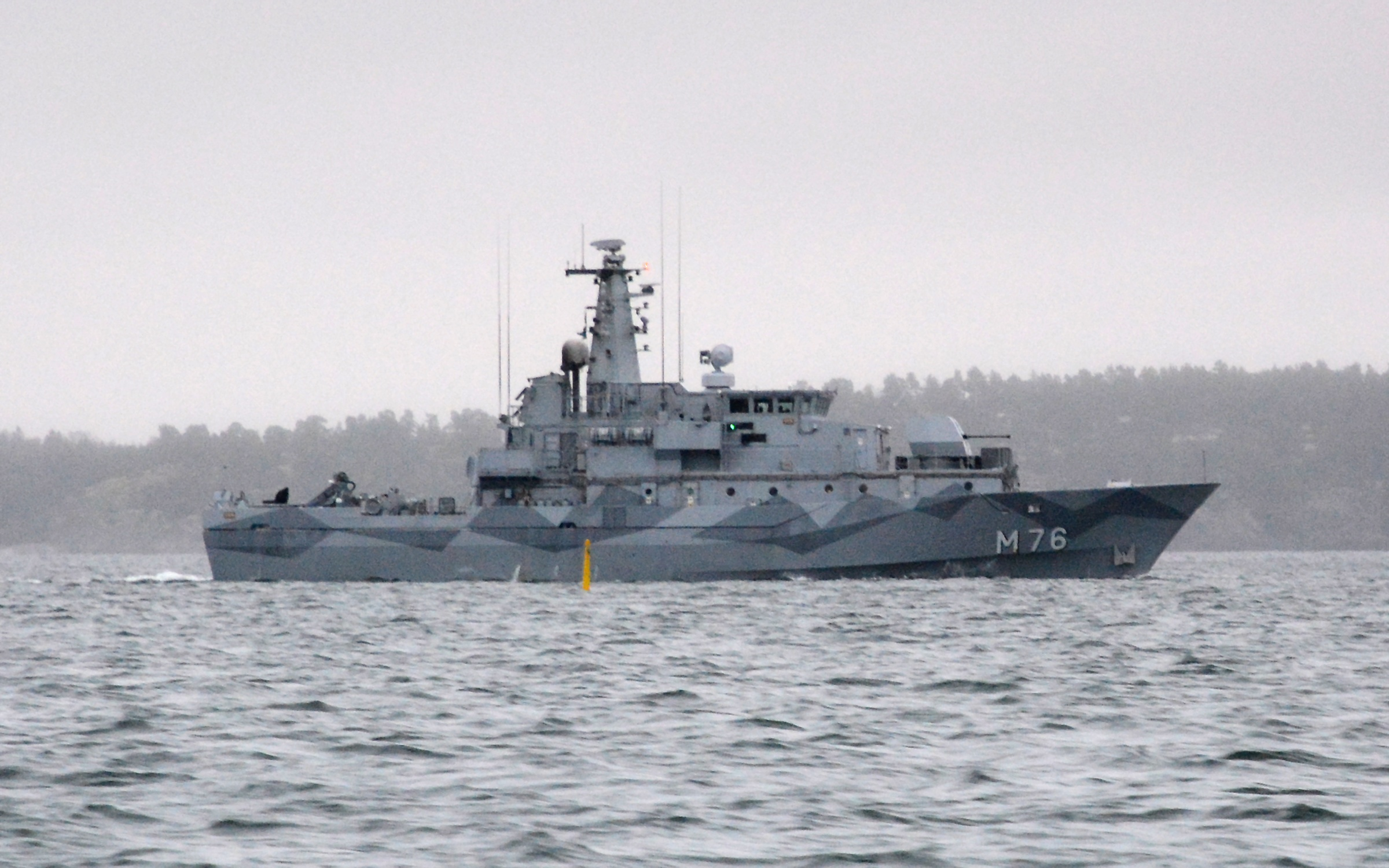
Utanför Muskö i november 2013.
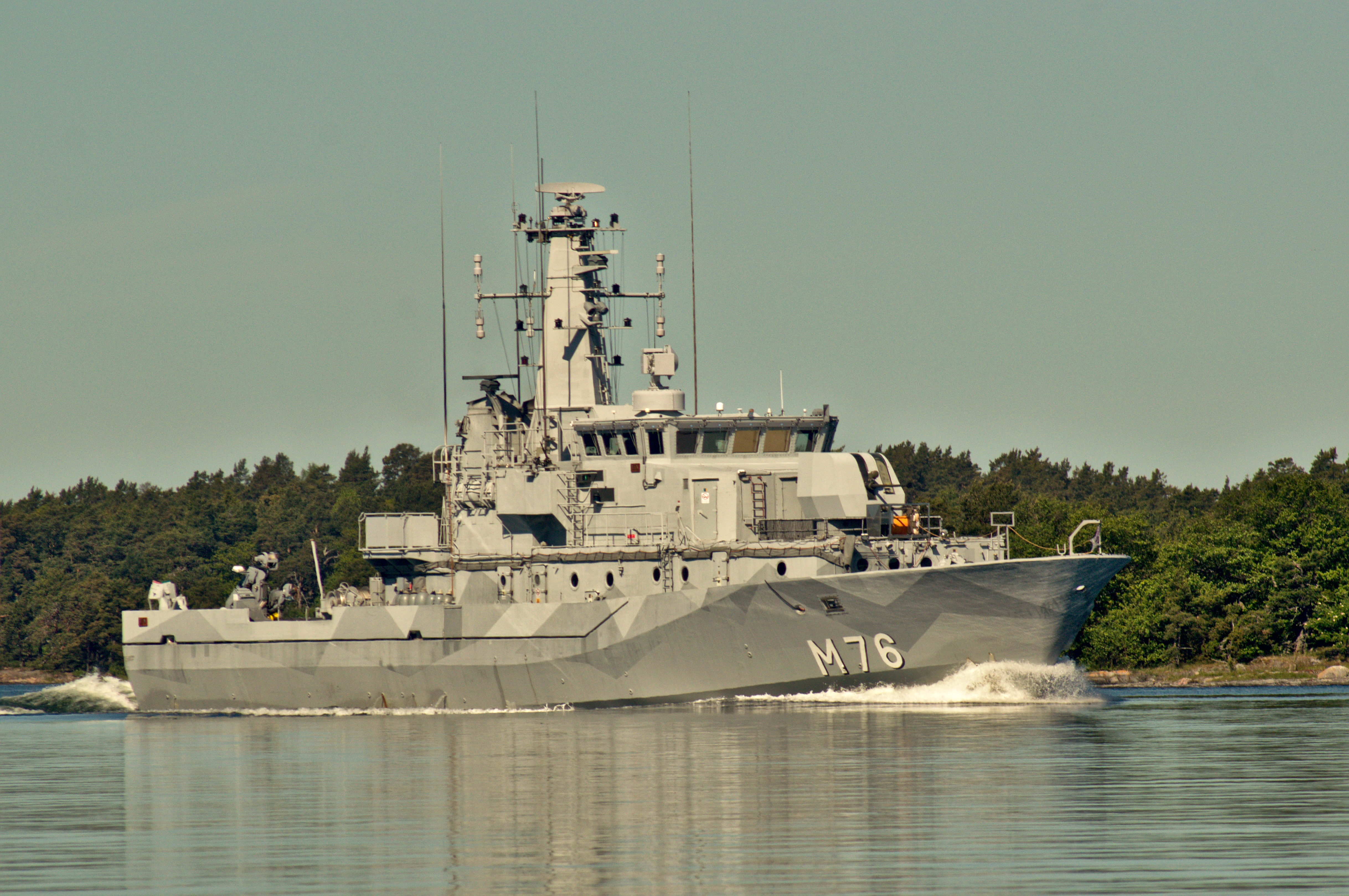
Utanför Ornö juni 2015.